# Bob Corkum
Robert Freeman Corkum (né le 18 décembre 1967 à Salisbury, dans l'État du Massachusetts aux États-Unis) est un joueur professionnel retraité et entraîneur de hockey sur glace ayant évolué à la position de centre.

## Carrière
Réclamé en troisième ronde par les Sabres de Buffalo lors du repêchage de 1986 de la Ligue nationale de hockey alors qu'il évolue pour les Black Bears du Maine, club universitaire jouant dans la division Hockey East du championnat NCAA.
Corkum fait ses débuts dans la LNH le 16 mars 1990 contre les Maple Leafs de Toronto et y inscrit son premier but dans la ligue sur son premier tir. Ne jouant que huit rencontres avec les Sabres en 1989-1990, il s'aligne pour le reste de la saison avec le club affilié aux Sabres dans la Ligue américaine de hockey, les Americans de Rochester.
Après une saison complète avec Rochester, il partage la suivante entre ceux-ci et Buffalo avant d'obtenir un poste à temps plein avec les Sabres en 1992. Alors que les Mighty Ducks d'Anaheim font leur apparition dans la ligue, ils retiennent les services de Corkum lors du repêchage d'expansion. Le joueur de centre reste avec Anaheim pour les trois saisons suivantes avant de passer aux mains des Flyers de Philadelphie.
Réclamé au ballotage par les Coyotes de Phoenix avant le début de la saison 1996-1997, il joue trois saisons avec eux avant de signer à titre d'agent libre avec les Kings de Los Angeles à l'été 1999. Avant la fin de sa deuxième saison avec les Kings, ces derniers l'envoi aux Devils du New Jersey et Corkum obtient alors la chance de jouer en finale de la Coupe Stanley pour la première fois de sa carrière alors que les Devils s'inclinent devant l'Avalanche du Colorado.
À nouveau agent libre à l'été 2001, il accepte un contrat d'une saison avec les Thrashers d'Atlanta, mais après avoir disputé 65 rencontres avec eux il se voit être échangé à l'équipe avec qui il commença sa carrière, soit les Sabres de Buffalo. À l'automne suivant, il annonce son retrait de la compétition. Depuis 2008, il agit en tant qu'entraîneur associé avec son ancien club collegiale, les Black Bears du Maine.

## Statistiques

### Statistiques en club
| Saison     | Équipe                 | Ligue       |     | Saison régulière | Saison régulière | Saison régulière | Saison régulière | Saison régulière |   | Séries éliminatoires | Séries éliminatoires | Séries éliminatoires | Séries éliminatoires | Séries éliminatoires |
| Saison     | Équipe                 | Ligue       | PJ  | B                | A                | Pts              | Pun              | PJ               | B | A                    | Pts                  | Pun                  |                      |                      |
| 1985-1986  | Black Bears du Maine   | Hockey East | 39  | 7                | 26               | 33               | 53               |                  |   |                      |                      |                      |                      |                      |
| 1986-1987  | Black Bears du Maine   | Hockey East | 35  | 18               | 11               | 29               | 24               |                  |   |                      |                      |                      |                      |                      |
| 1987-1988  | Black Bears du Maine   | Hockey East | 40  | 14               | 18               | 32               | 64               |                  |   |                      |                      |                      |                      |                      |
| 1988-1989  | Black Bears du Maine   | Hockey East | 45  | 17               | 31               | 48               | 64               |                  |   |                      |                      |                      |                      |                      |
| 1989-1990  | Americans de Rochester | LAH         | 43  | 8                | 11               | 19               | 45               | 12               | 2 | 5                    | 7                    | 16                   |                      |                      |
| 1989-1990  | Sabres de Buffalo      | LNH         | 8   | 2                | 0                | 2                | 4                | 5                | 1 | 0                    | 1                    | 4                    |                      |                      |
| 1990-1991  | Americans de Rochester | LAH         | 69  | 13               | 21               | 34               | 77               | 15               | 4 | 4                    | 8                    | 4                    |                      |                      |
| 1991-1992  | Americans de Rochester | LAH         | 52  | 16               | 12               | 28               | 47               | 8                | 0 | 6                    | 6                    | 8                    |                      |                      |
| 1991-1992  | Sabres de Buffalo      | LNH         | 20  | 2                | 4                | 6                | 21               | 4                | 1 | 0                    | 1                    | 0                    |                      |                      |
| 1992-1993  | Sabres de Buffalo      | LNH         | 68  | 6                | 4                | 10               | 38               | 5                | 0 | 0                    | 0                    | 2                    |                      |                      |
| 1993-1994  | Mighty Ducks d'Anaheim | LNH         | 76  | 23               | 28               | 51               | 18               |                  |   |                      |                      |                      |                      |                      |
| 1994-1995  | Mighty Ducks d'Anaheim | LNH         | 44  | 10               | 9                | 19               | 25               |                  |   |                      |                      |                      |                      |                      |
| 1995-1996  | Mighty Ducks d'Anaheim | LNH         | 48  | 5                | 7                | 12               | 26               |                  |   |                      |                      |                      |                      |                      |
| 1995-1996  | Flyers de Philadelphie | LNH         | 28  | 4                | 3                | 7                | 8                | 12               | 1 | 2                    | 3                    | 6                    |                      |                      |
| 1996-1997  | Coyotes de Phoenix     | LNH         | 80  | 9                | 11               | 20               | 40               | 7                | 2 | 2                    | 4                    | 4                    |                      |                      |
| 1997-1998  | Coyotes de Phoenix     | LNH         | 76  | 12               | 9                | 21               | 28               | 6                | 1 | 0                    | 1                    | 4                    |                      |                      |
| 1998-1999  | Coyotes de Phoenix     | LNH         | 77  | 9                | 10               | 19               | 17               | 7                | 0 | 1                    | 1                    | 4                    |                      |                      |
| 1999-2000  | Kings de Los Angeles   | LNH         | 45  | 5                | 6                | 11               | 14               | 4                | 0 | 0                    | 0                    | 0                    |                      |                      |
| 2000-2001  | Kings de Los Angeles   | LNH         | 58  | 4                | 6                | 10               | 18               |                  |   |                      |                      |                      |                      |                      |
| 2000-2001  | Devils du New Jersey   | LNH         | 17  | 3                | 1                | 4                | 4                | 12               | 1 | 2                    | 3                    | 0                    |                      |                      |
| 2001-2002  | Thrashers d'Atlanta    | LNH         | 65  | 3                | 4                | 7                | 16               |                  |   |                      |                      |                      |                      |                      |
| 2001-2002  | Sabres de Buffalo      | LNH         | 10  | 0                | 1                | 1                | 4                |                  |   |                      |                      |                      |                      |                      |
| Totaux LNH | Totaux LNH             | Totaux LNH  | 720 | 97               | 103              | 200              | 281              | 62               | 7 | 7                    | 14                   | 24                   |                      |                      |

### Statistiques en équipe nationale
| Année | Équipe     | Compétition                 |   | PJ | B | A | Pts | Pun      |  | Résultat |
| 1987  | États-Unis | Championnat du monde junior | 7 | 4  | 0 | 4 | 6   | 4e place |  |          |

## Transactions en carrière
- 1986 : repêché par les Sabres de Buffalo (3e choix de l'équipe, 47e au total).
- 24 juin 1993 : réclamé par les Mighty Ducks d'Anaheim lors du repêchage d'expansion.
- 6 février 1996 : échangé par les Mighty Ducks aux Flyers de Philadelphie en retour de Chris Herperger et du choix de septième ronde des Flyers aux repêchage de 1997 (les Mighty Ducks sélectionnent avec ce choix Tony Mohagen).
- 30 septembre 1996 : réclamé au ballotage par les Coyotes de Phoenix.
- 28 décembre 1999 : signe à titre d'agent libre avec les Kings de Los Angeles.
- 23 février 2001 : échangé par les Kings aux Devils du New Jersey en retour de considérations futures (les Kings obtiennent Steve Kelly le 27 février 2001).
- 16 juillet 2001 : signe à titre d'agent libre avec les Thrashers d'Atlanta.
- 19 mars 2002 : échangé par les Thrashers aux Sabres de Buffalo en retour du choix de cinquième tour des Sabres au repêchage de 2002 (les Thrashers sélectionnent avec ce choix Paul Flache).
- 3 août 2002 : annonce son retrait de la compétition.